# Лоренц, Вилфрид
Вилфрид Лоренц (Wilfried Lorenz, 1939—2014) — немецкий врач, разработчик современных подходов теоретической хирургии.

## Биография
Лоренц изучал медицину в университетах Вюрцбурга, Тюбингена и Мюнхена, и получил докторскую степень в 1965 году в Мюнхене (диссертация "Histamin und Histidindecarboxylase im Zentralnervensystem und oberen Verdauungstrakt"). В 1969 году он получил абилитацию по клинической химии в Мюнхенском университете. В 1970 году получил позицию профессором и заведующим кафедрой экспериментальной хирургии и патологической биохимии в хирургической клинике университетской больницы Марбургского университета. С 1998 года - директор Института теоретической хирургии Марбургского университета. С 1999 по 2004 год Вилфрид Лоренц был председателем «Руководства постоянной комиссии» Ассоциации научно-медицинских обществ Германии (AWMF). Вышел на пенсию в 2004 году.

## Научные труды
Всего Вилфридом Лоренцом опубликовано более 1000 научных работ, в том числе:
- Lorenz, W., Reimann, H. J., Barth, H., Kusche, J., Meyer, R., Doenicke, A., & Hutzel, M. (1972). A sensitive and specific method for the determination of histamine in human whole blood and plasma. Hoppe-Seyler´ s Zeitschrift für physiologische Chemie, 353(1), 911-920.
- Neugebauer, E., & Lorenz, W. (1981). Histamine in health and disease. Behring Inst Mitt, 68, 102-133.
- Lorenz, W., & Rothmund, M. (1989). Theoretical surgery: a new specialty in operative medicine. World journal of surgery, 13(3), 292-299.
- Lorenz, W., Sitter, H., Weber, D., Rothmund, M., Stinner, B., Duda, D., ... & Ohmann, C. (1994). Incidence and clinical importance of perioperative histamine release: randomised study of volume loading and antihistamines after induction of anaesthesia. The Lancet, 343(8903), 933-940.